# Municipio de Rosamorada
Rosamorada es un municipio del estado de Nayarit, México. Tiene una superficie de casi 2000 km² y una población de 34,393 habitantes, mostrando una disminución gradual desde 1980 en que la población era de 34,695. La mayoría de su población es rural, los principales asentamientos son  Rosamorada con 3,393 habitantes; San Vicente con 4,556; Los Pericos con 2,441; Chilapa con 2,277; Pimientillo con 1,824 y El Tamarindo con 1,544 . Limita al norte con los municipios de Tecuala y Acaponeta, al oeste con Santiago Ixcuintla, al sur con Tuxpan y Ruiz, al este con Ruiz y Del Nayar.
La economía es principalmente agrícola, siendo los principales cultivos frijol, chile, arroz, melón y sandía. También hay una importante actividad pesquera y camaronera en las lagunas adyacentes al Océano Pacífico. Las lagunas más importantes con que cuenta el municipio son la de Pescadero y la de Agua Brava, siendo esta última la más importante del estado.

## Toponimia

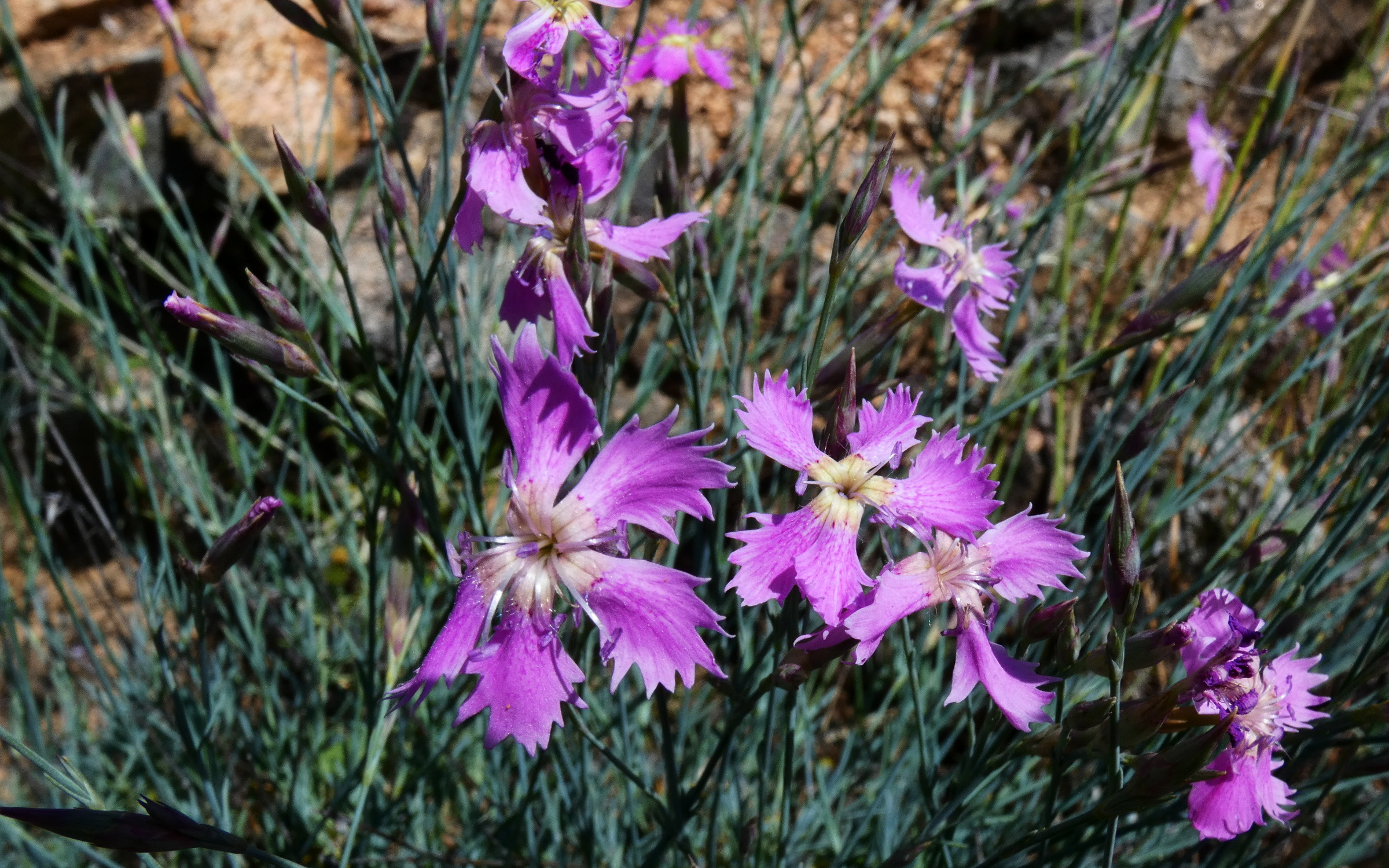
La clavelina morada da nombre al municipio de Rosamorada

Rosamorada toma su nombre de la existencia de un frondoso árbol de flores moradas llamado "clavellina" situado en el centro de la población, a cuya sombra hacían alto, para el descanso de bestias de carga, pasajeros y diligencias que hacían el recorrido de Acaponeta a Tuxpan.

## Escudo
La forma del escudo es la "española" y se ha dividido en cuatro cuarteles a partir de su aspa, que coincide con el símbolo de los gobernadores Coras, el cual, a su vez, remite al Sol. A esta división cuatripartita se le ha incorporado un centro circular, o "escudete", que significa la jícara que constituye el mundo sobre el cual habitamos; a dicho círculo central se han añadido unas barras con cuatro líneas, lográndose con tal conjunto la representación del universo, esto es, un quincunce con un centro y los cuatro rumbos o puntos cardinales.
El escudete va en color amarillo, para hacer referencia a la tierra, la barra superior va en café (el oriente), la derecha en verde (el norte), la inferior en blanco (el poniente) y la izquierda en gris (el sur), de acuerdo a los colores de las aves correspondientes a cada punto cardinal.
Los cuarteles van en color azul claro para hacer referencia a las aguas interiores, estos es, a las marismas; los ribetes del aspa y del campo del escudo van en azul marino para referir al mar océano, que de acuerdo con la concepción indígena rodea a la tierra; finalmente, el aspa va en color rojo, para representar la autoridad.
Las figuras heráldicas son: en el centro el árbol de rosamorada, del cual tomó su nombre a principios del siglo XIX la población que posteriormente sería la cabecera municipal y le daría nombre a todo el municipio. En el cuartel superior, el venado; en el derecho, una mazorca de maíz; en el inferior, un toro cebú, y en el izquierdo, un camarón; estas figuras remiten, respectivamente, a las principales actividades económicas del municipio: la cacería, la agricultura, la ganadería y la pesca; pero el árbol de rosamorada del escudete remite también a la actividad forestal.
Cada uno de estos elementos adquiere otra significación cósmica para la concepción de los indígenas (coras, huicholes y tepehuanos) que habitan en el municipio.
Al exterior del escudo, en la parte superior, una franja porta la leyenda "Rosamorada 1813", que corresponde al año de fundación del poblado. En la parte inferior otra franja ostenta el título de "Ayuntamiento Constitucional".

## Historia
El territorio de los que hoy es Rosamorada pertenecía al reino Hueytlanonazgo de Aztatlán. De los vestigios prehispánicos localizados en el municipio, se encuentran petroglifos asociados a la tradicional "Aztatlán" en los siguientes puntos: "Los Topiles", "Teponahuaxtla", "Los Relices" y "Paramita".
En 1530, Nuño Beltrán de Guzmán cruzó el territorio de Rosamorada en su paso a Aztatlán. La región mayormente poblada del municipio estuvo dominada por la influencia del clero español durante la Conquista, y sus habitantes fueron indígenas que fundaron un pequeño caserío que posteriormente floreció por sus actividades comerciales de paso.
Rosamorada fue un paraje de arriería fundado por el antiguo cabildo municipal de Paramita. En 1864, con motivo de la acción rebelde de Manuel Lozada, fue completamente incendiado para someter a los pobladores del lugar.
Por ley expedida el 15 de diciembre de 1883, se le otorgó el fundo legal y en 1893 se erigió definitivamente como municipio. En 1917, con la promulgación de la Constitución del Libre y Soberano Estado de Nayarit, se ratifica su existencia como municipio.

## Gastronomía
Destaca la preparación del atole, tamales, empanadas y una gran variedad de platillos fuertes basados en los pescados y mariscos; especialmente de camarón.

## Museos
En el interior de la presidencia municipal existe un pequeño museo donde se exhiben algunas figuras arqueológicas encontradas en la región, tales como: ídolos de barro, herramientas de trabajo y utensilios de cocina.

## Lugares Turísticos
Los principales centros turísticos son: una presa y una alberca de aguas termales en Rosamorada; en Paramita, el Balneario los Cajones; en Pescadero, las aguas termales y su laguna; en Llano del Tigre, la piedra encantada; y en San Marcos y San Diego, sus aguas termales y sulfurosas.

## Indígenas
El Municipio de Rosamorada pertenece a la comunidad indígena cora entre la costa y la sierra del Municipio de Rosamorada Nayarit.
Cuenta como alrededor con muchos ranchos que cada uno tiene diferentes atractivos, por ejemplo en tiempo de aguas en Paramita esta el Cajón y la Barrenada, Providencia Los Muros, en Teponahuaxtla situado en el Municipio de Rosamorada, sin contar los ríos preciosos que están en sus rancherías adentro en la sierra.

## Música
Se afirma por prestigiados sociólogos como Jean Meyer, que Rosamorada fue la verdadera cuna del mariachi, a raíz de los "tapancos" que construían los indígenas para festejar sus actos religiosos con música. En la actualidad, la banda sinaloense es la que mayormente se escucha, sin que esto haya sido comprobado.

## Fiestas y tradiciones
El 8 de diciembre, en la cabecera municipal, se celebra la fiesta en honor a la Purísima Concepción de María, realizándose peregrinaciones, danzas y juegos pirotécnicos. En 20 de enero, en la localidad de Teponahuaxtla, se celebra a San Sebastián con danzas, procesiones, juegos pirotécnicos, charreadas y jaripeos. El 18 de abril se realiza una fiesta popular con motivo del día del ejido en Rosamorada.
Otra fiesta municipal de Rosamorada es la que se le denomina "La Jotada" Que consiste en hombres vistiéndose de mujeres y los jueces deciden quien es la más bella, posterior a esta fiesta se realizan charreadas, jaripeos y se acostumbre el uso de juegos pirotécnicos.